# 1989年吉打宗教学校火灾事故
1989年吉打宗教学校火灾事故（英語：1989 Taufiqiah Al-Khairiah madrasa fire）是于1989年9月22日发生在马来西亚吉打州瓜拉姆达县莪仑一所宗教学校的火灾，造成年龄介于13岁至18岁的27人遇难（遇难者皆为女学生）。调查显示，大火是因为宿舍照明的蜡烛跌落床上，燃烧床褥引发。这场火灾也是马来西亚历史上死亡人数最多的火灾事故。

## 反应
首相马哈迪·莫哈末参观了学校，并向家属表达了哀悼。他说：“我希望家属在面对悲剧时保持冷静。”（I hope the families will remain calm in facing the tragedy）
警方批评该校的管理人员没有在校园安置灭火器，并称缺乏可用的灭火器阻碍了最初的灭火工作。